# Киргизки (Дюртюлинский район)
Киргизки (баш. Ҡырғыҙ) — деревня в Дюртюлинском районе Башкортостана, входит в состав  Учпилинского сельсовета. 

## Название
Топоним Киргизки происходит от названия башкирского племени кыргыз (баш. ҡырғыҙ).

## История
В 1795 г. — 64 человека из тептярей, в 1816 г. — 6 дворов с 26 человеками из ясачных крестьян и 14 новокрещёных, в 1870 г. — 7 дворов с 40 татарами.

## Население
| 2002 | 2009 | 2010 |
| ---- | ---- | ---- |
| 82   | ↗83  | ↘75  |

Согласно переписи 2002 года, преобладающая национальность — русские (71 %).

## Географическое положение
Расстояние до:
- районного центра (Дюртюли): 29 км,
- ближайшей ж/д станции (Уфа): 151 км.